# Cos auxiliar maçònic
Un cos auxiliar maçònic és una organització auxiliar de la francmaçoneria. Hi ha moltes organitzacions i ordes que formen part de l'àmplia fraternitat de la francmaçoneria, cadascuna amb la seva pròpia estructura i terminologia. Col·lectivament aquests organismes poden ser referits com a cossos maçònics, ordes maçòniques o organismes apèndixs (o ordes) de la francmaçoneria.
La visió general de les relacions entre les organitzacions maçòniques és la següent: la unitat bàsica de la maçoneria és la lògia maçònica, que és l'única que pot iniciar a un francmaçó. Aquestes lògies estan controlades per una Gran Lògia amb autoritat nacional o regional per a totes les lògies situades en el seu territori. Una lògia maçònica confereix els tres graus maçònics d'Aprenent, Company, i Mestre Maçó.
Malgrat que a la francmaçoneria blava, no hi ha un títol més alt que Mestre Maçó, hi ha títols addicionals que s'ofereixen només a aquells que són mestres maçons. La majoria d'ells estan controlats pels seus propis organismes (independents de la Gran Lògia).
La Gran Lògia Unida d'Anglaterra (que no té autoritat directa sobre les altres grans lògies, però en ser la Gran Lògia més antiga del món, té una influència històrica en termes de regularitat i de pràctica), defineix la francmaçoneria pura i antiga com la que consisteix en els tres graus d'Aprenent, Company i Mestre Maçó, més l'Orde Suprema del Sagrat Arc Reial.
El grau maçònic del Sagrat Arc Reial és de gran antiguitat, i té una importància especial en molts sistemes maçònics, incloent els de les tres constitucions més antigues (autoritats maçòniques); les Grans Lògies d'Anglaterra, Escòcia, i Irlanda, en totes les quals es considera (per diverses definicions constitucionals) que és la culminació de l'estructura maçònica principal.
Un nombre d'altres organitzacions, la majoria de les quals són conegudes com a maçòniques, o tenen un títol que les identifica com maçòniques, o requereixen que els candidats i nous membres siguin maçons amb bona reputació en la seva lògia i amb les subscripcions pagades. En alguns països, en particular als Estats Units d'Amèrica, el Ritu escocès i el Ritu de York són els dos ritus principals disponibles. En altres països, especialment a Anglaterra, Escòcia, Irlanda i molts dels països de la Commonwealth, existeix un gran nombre d'ordres maçòniques i graus independents, sense una organització paraigua ni un ritu maçònic particular. Alguns d'aquests cossos maçònics utilitzen els nombres com una forma informal d'identificar els graus que confereixen, però el més important i, per tant, el grau maçònic més alt en la maçoneria blava és sempre el tercer, el grau de Mestre Maçó. Aquests altres cossos maçònics (de vegades coneguts com a graus addicionals o graus auxiliars), són activitats opcionals per a aquells que desitgen portar la seva pertinença i activitat maçònica més enllà dels tres graus d'Aprenent, Company, i Mestre Maçó.
En alguns països del món, en particular als Estats Units d'Amèrica, també hi ha organitzacions afiliades a la francmaçoneria, que admeten tant a Mestres Maçons com a persones que no són maçons, però tenen alguna relació familiar amb un Mestre Maçó, organitzacions paramaçòniques com: l'Orde de l'Estel Oriental, l'Orde Internacional de les Filles de Job (en idioma anglès: Job's Daughters International) i l'Orde de l'Amarant. Altres organitzacions afiliades com l'Orde Internacional DeMolay i l'Orde Internacional de l'Arc de Sant Martí per Nenes, admeten a persones que no són maçons i no requereixen que el sol·licitant tingui una relació familiar amb un Mestre Maçó. Aquestes organitzacions associades per a no maçons, amb prou feines es poden trobar en la francmaçoneria regular europea.